# Temporada 2015 del Campeonato de España de Rally de Tierra
La temporada 2015 fue la 33.º edición del Campeonato de España de Rally de Tierra. Comenzó el 27 de febrero en el Rally de Lorca y terminó el 7 de noviembre en el Rally de Tierra de Málaga.

## Calendario
| N.º | Fecha             | Prueba                                      |
| --- | ----------------- | ------------------------------------------- |
| 1   | 27-28 de febrero  | 4.º Rally Tierras Altas de Lorca            |
| 2   | 27-28 de marzo    | 1.º Rally de Tierra Circuito de Navarra     |
| 3   | 24-25 de abril    | 2.º Rally de Tierra Concello de Curtis      |
| 4   | 19-20 de junio    | 3.º Rally de Tierra del Bierzo              |
| 5   | 4-5 de septiembre | 16.º Rally de Tierra de Cervera             |
| 6   | 2-3 de octubre    | 6.º Rally de Tierra Norte de Extremadura    |
| 7   | 6-7 de noviembre  | 10.º Critérium de Málaga - Rallye de Tierra |

## Equipos
| Equipo                | Vehículo                 | Piloto                     | Copiloto                 | Rondas           |
| Equipos privados      | Equipos privados         | Equipos privados           | Equipos privados         | Equipos privados |
| --------------------- | ------------------------ | -------------------------- | ------------------------ | ---------------- |
| Escudería A. Ferrol   | Volkswagen Polo N1       | Amador Vidal               | Francisco Lema           | 1-6              |
| RMC Motorsport        | Renault Clio R3          | Juan Carlos Aguado         | Vanessa Valle Núñez      | 1                |
| RMC Motorsport        | Ford Fiesta R5           | Juan Carlos Aguado         | Vanessa Valle Núñez      | 2-7              |
|                       | Mitsubishi Lancer Evo X  | Alexander Villanueva       | Óscar Sánchez            | 1-7              |
| Tineo Auto Club       | Mitsubishi Lancer Evo IX | José Luis Peláez           | Diego Sanjuan de Eusebio | 1-7              |
| Motor Club Sabadell   | Mitsubishi Lancer Evo X  | Eduard Forés               | David Uson Castells      |                  |
| Escudería Rías Baixas | Subaru Impreza STi N14   | Juan Pablo Castro Iglesias | Juan José Leal           |                  |
| PCR Sport             | Mini Cooper Countryman   | Nani Roma                  | Álex Haro                | 1-2, 4-5         |

## Clasificación

### Campeonato de pilotos
| Pos. | Piloto                     | 1   | 2   | 3   | 4   | 5   | 6   | 7   | Puntos |
| ---- | -------------------------- | --- | --- | --- | --- | --- | --- | --- | ------ |
| 1.   | Amador Vidal               | 15  | 3   | 2   | 1   | 1   | 1   |     | 168    |
| 2.   | Juan Carlos Aguado         | Ret | 8   | 5   | 8   | 4   | 6   | 4   | 128    |
| 3.   | Alexander Villanueva       | 1   | 2   | Ret | Ret | 3   | Ret | 1   | 127    |
| 4.   | José Luis Peláez Olivares  | 10  | 11  | Ret | 3   | 7   | 3   | 2   | 127    |
| 5.   | Eduard Forés               | 9   | 12  | 9   | 9   | 10  | 7   | 7   | 96     |
| 6.   | Juan Pablo Castro Iglesias | 7   | Ret | 4   | 6   | Ret | Ret | 6   | 86     |
| 7.   | Luciano Bonomi             | 21  | 9   | Ret | 7   | 5   | Ret | 3   | 84     |
| 8.   | Carlos Aldecoa             | 14  | 10  | 6   | Ret | 11  | 9   | 9   | 82     |
| 9.   | Jorge del Cid              |     | 7   | 7   | Ret | 2   |     | Ret | 68     |
| 10.  | Nani Roma                  | 2   | 1   |     | Ret | Ret |     |     | 65     |
| 11.  | David Quijada              | 6   | Ret | Ret |     |     | 4   | 8   | 63     |
| 12.  | Ramón Torres Fuentes       |     |     |     | 2   | Ret | 2   |     | 60     |
| 13.  | Pepe López                 | 13  | 15  |     | 10  |     | 10  | 10  | 53     |
| 14.  | Nil Solans                 | 4   | 4   | Ret |     |     |     |     | 50     |
| 15.  | Gustavo Sosa               | Ret | 16  | 11  |     | 9   | 8   |     | 48     |
| 16.  | Francisco Javier Pardo     | 8   | 6   | Ret | Ret |     |     | Ret | 38     |
| 17.  | Karl Kruuda                |     |     | 1   |     |     |     |     | 35     |

### Copa de copilotos
| Pos. | Copiloto        | Puntos |
| ---- | --------------- | ------ |
| 1.   | Francisco Lema  | 168    |
| 2.   | Vanessa Valle   | 128    |
| 3.   | Óscar Sánchez   | 127    |
| 4.   | Diego Sanjuan   | 127    |
| 5.   | Juan José Leal  | 86     |
| 6.   | Rogelio Peñate  | 84     |
| 7.   | David Uson      | 81     |
| 8.   | Nerea Odriozola | 68     |
| 9.   | David Vázquez   | 67     |
| 10.  | Álex Haro       | 65     |

### Campeonato de marcas
| Pos. | Marca      | Puntos |
| ---- | ---------- | ------ |
| 1.   | Mitsubishi | 399    |
| 2.   | SEAT       | 183    |
| 3.   | Suzuki     | 19     |

### Trofeo grupo N
| Pos. | Piloto                 | Puntos |
| ---- | ---------------------- | ------ |
| 1.   | José Luis Peláez       | 200    |
| 2.   | Luciano Emanuel Bonomi | 153    |
| 3.   | Ignacio Barredo        | 109    |
| 4.   | Gustavo Sosa           | 58     |
| 5.   | Ángel Paniceres        | 55     |

### Trofeo júnior
| Pos. | Piloto           | Puntos |
| ---- | ---------------- | ------ |
| 1.   | Pepe López       | 155    |
| 2.   | Javier Pardo     | 88     |
| 3.   | Nil Solans       | 70     |
| 4.   | Ángel Paniceres  | 54     |
| 5.   | Manuel J. García | 30     |

### Trofeo vehículos históricos
| Pos. | Piloto        | Puntos |
| ---- | ------------- | ------ |
| 1.   | Marc Montaner | 35     |

### Trofeo pilotos femeninos
| Pos. | Piloto           | Puntos |
| ---- | ---------------- | ------ |
| 1.   | Elba Correa Luis | 35     |

### Trofeo copilotos femeninos
| Pos. | Copiloto          | Puntos |
| ---- | ----------------- | ------ |
| 1.   | Vanessa Valle     | 195    |
| 2.   | Eva Costas        | 132    |
| 3.   | Eguzkiñe Enríquez | 128    |
| 4.   | Nerea Odriozola   | 97     |
| 5.   | Ainhoa Sarasua    | 92     |

### Trofeo vehículos dos ruedas motrices
| Pos. | Piloto                  | Puntos |
| ---- | ----------------------- | ------ |
| 1.   | Pepe López              | 175    |
| 2.   | Manuel Gómez-Manzanilla | 169    |
| 3.   | Aritz Iriondo           | 118    |
| 4.   | Agustín Álvaro          | 114    |
| 5.   | José Calvar             | 107    |

### Mitsubishi Evo Cup Tierra
| Pos. | Piloto                 | Puntos |
| ---- | ---------------------- | ------ |
| 1.   | Alexander Villanueva   | 38     |
| 2.   | José Luis Peláez       | 36     |
| 3.   | Jorge del Cid          | 25     |
| 4.   | Luciano Emanuel Bonomi | 25     |
| 5.   | Nil Solans             | 14     |
| 6.   | David Quijada          | 13     |
| 7.   | Eduard Fores           | 12     |
| 8.   | Víctor Tirado          | 12     |
| 9.   | Iñaki Barredo          | 10     |
| 10.  | Alberto Monarri        | 8      |